# Sandro Ramírez
Sandro Ramírez Castillo, bekannt unter seinem Vornamen Sandro (* 9. Juli 1995 in Las Palmas), ist ein spanischer Fußballspieler.

## Karriere

### Verein
2009 schloss sich Sandro der Jugendabteilung des FC Barcelona an. Am 17. August 2013 debütierte er im Alter von 18 Jahren für FC Barcelona B. Bei diesem Spiel in der zweiten spanischen Profiliga verlor sein Team 1:2 gegen den CD Mirandés.
Am 31. August 2014 gab Sandro sein Debüt in der Primera División, als er am 2. Spieltag der Saison 2014/15 beim 1:0-Auswärtssieg beim FC Villarreal in der 70. Minute für Pedro eingewechselt wurde und in der 82. Minute den Siegtreffer erzielte. In seiner ersten Saison in der ersten Mannschaft kam Sandro auf sieben Liga- (zwei Tore), drei Champions-League- (ein Tor) und zwei Copa-del-Rey-Einsätze (ein Tor) sowie zu 30 Einsätzen in der zweiten Mannschaft (acht Tore). Am Ende der Saison gewann er das Triple, bestehend aus Meisterschaft, Pokal- und Champions-League-Sieg.
Zur Saison 2015/16 rückte Sandro fest in den Kader der ersten Mannschaft auf, konnte sich aber – wie im Vorjahr – nicht gegen die gesetzten Lionel Messi, Luis Suárez und Neymar durchsetzen. Er steuerte zehn Einsätze (kein Tor) und vier Einsätze (drei Tore) zum Gewinn der Meisterschaft und des Pokalsiegs bei. Zudem kam er auf drei Champions-League-Einsätze und zu einem Einsatz bei der FIFA Klub-Weltmeisterschaft, die der FC Barcelona im Dezember 2015 gewann. Beim Gewinn des UEFA Super Cups kam er nicht zum Einsatz.
Zur Saison 2016/17 wechselte Sandro zum FC Málaga, bei dem er einen bis zum 30. Juni 2019 datierten Dreijahresvertrag erhielt. Er erzielte in 30 Ligaspielen insgesamt 14 Tore.
Nach einem Jahr in Málaga wechselte Ramírez zur Saison 2017/18 in die Premier League zum FC Everton. Dort unterzeichnete er einen Vierjahresvertrag.
Zur Saison 2018/19 wurde er für ein Jahr an den spanischen Club Real Sociedad San Sebastián ausgeliehen.
Für die Saison 2019/20 wurde er nach Real Valladolid verliehen. 2020 wechselte er fest zu SD Huesca.
Huesca verlieh ihn 2021 zum FC Getafe und 2022 zu seinem Jugendverein UD Las Palmas.

### Nationalmannschaft
Ramírez durchlief bisher sämtliche Jugendnationalmannschaften von Spanien. Dabei gelangen ihm schon einige Tore.

## Erfolge

### Verein
- Spanischer Meister: 2015, 2016
- Spanischer Pokalsieger: 2015, 2016
- Klub-Weltmeister: 2015
- Champions-League-Sieger: 2015
- UEFA-Super-Cup-Sieger: 2015

### Nationalmannschaft
- U-21-Vize-Europameister: 2017